# Попов, Владимир Васильевич (зоолог)
Влади́мир Васи́льевич Попо́в (1841 — 5 октября 1900) — русский зоолог-любитель.

## Биография
Первоначальное образование получил в Первой Московской гимназии, художественное — в Строгановском училище (удостоен звания свободного художника Императорской Академии художеств).
Биологические науки изучал под руководством В. В. Григорьева. Занимался наблюдениями над животными, зарисовывая выражения их ощущений и т. п.
В 1874 году был назначен секретарем общества акклиматизации в Москве. В 1876 году по инициативе профессора Анатолия Петровича Богданова был командирован Императорским Обществом Любителей Естествознания, Антропологии и Этнографии за границу для изучения содержания животных в аквариумах и зоологических садах.
В 1878—1880 годах был директором зоологического сада в Москве. В этом году зоосад, находившийся в состоянии глубокого кризиса, был передан от арендатора (генерала А. А. Рябинина) обществу акклиматизации. По решению профессора Богданова директором зоосада стал Попов. При участии нового директора при зоосаде была открыта зоологическая лаборатория, начались научные исследования. Деятельность нового руководства способствовала сохранению зоосада — ныне Московского зоопарка.
Попов напечатал ряд статей беллетристического и популярно-научного содержания (по зоологии).